# Masahiro Fukuda
Masahiro Fukuda (福田 正博, Fukuda Masahiro, Yokohama, 27 december 1966) is een Japans voormalig voetballer die als aanvaller speelde.

## Clubcarrière
Fukuda speelde tussen 1989 en 2002 voor Urawa Red Diamonds.

## Interlandcarrière
Fukuda debuteerde in 1990 in het Japans nationaal elftal en speelde 45 interlands, waarin hij 9 keer scoorde.

## Statistieken
| Japans voetbalelftal | Japans voetbalelftal | Japans voetbalelftal |
| Jaar                 | Wed.                 | Dlp.                 |
| -------------------- | -------------------- | -------------------- |
| 1990                 | 5                    | 0                    |
| 1991                 | 2                    | 0                    |
| 1992                 | 8                    | 3                    |
| 1993                 | 15                   | 3                    |
| 1994                 | 0                    | 0                    |
| 1995                 | 15                   | 3                    |
| Totaal               | 45                   | 9                    |